# Staden (opera)
Staden är en svensk opera i prolog och två akter, med musik av Sven-David Sandström och libretto av Katarina Frostenson. Beställd av Kungliga Operan i Stockholm där den uruppfördes 12 september 1998, i regi av Lars Rudolfsson.
Operan utspelas under en kväll och natt i avskilda miljöer i den stora stadens utkanter. Dit söker sig två par, Felicia och Sam samt Cecilia och Tom, undan stadens hets. Intill en kanal hittar Cecilia den androgyna varelsen Sorl liggande. De fyra personerna och Sorl råkar följa samma vägar under natten. Miljöerna – en trädgård, ett brofäste, en ljusgård, en slätt – väcker enligt Frostenson personernas minnen av ”ungdom, vildhet, sorglöshet, av en annan och starkare närvaro i livet”. På sin vandring genom natten träffar paren och Sorl ett antal storstadskaraktärer: Försäljaren, bagladyn Consuelo, gatflickan Kaja, en grupp av unga män som kallas Larmarna samt en grupp flickor som kallas Skuggorna.
Operan innehåller ett minimum av handling, och Frostensons libretto är snarare ämnat att förmedla känslor och bilder än att berätta en historia. Frostenson och Sandström har också förklarat att de velat skapa en icke-berättande opera, där möten, förvandlingar och maskbyten står i centrum.
Kungliga Operans uppsättning har visats i TV av Sveriges Television. En CD för marknadsföring finns också, däremot har ingen inspelning släppts för försäljning.

## Roller, samt medverkande i första uppsättningen
- Dirigent Leif Segerstam
- Sorl, mezzosopran, Anne Sofie von Otter alt Charlotte Hellekant
- Cecilia, sopran, Lena Hoel
- Felicia, sopran, Sara Olsson
- Sam, tenor, Lars Magnusson
- Tom, baryton, Loa Falkman
- Consuelo, mezzosopran, Marianne Eklöf
- Kaja, mezzosopran, Malena Ernman
- Säljaren, baryton, Per Myrberg
- Larmarna, sex tenorer och dansare
- Skuggorna, flickkör och dansare
- Stadens folk, blandad kör

## Diskografi
Staden/Die Stadt. Oper in Prolog und zwei Akten (promotion-2CD, 2000)